# 古本和宏
古本 和宏（ふるもと かずひろ）、1984年10月19日 - ）は、競技麻雀のプロ雀士。福岡県生まれ。段位は四段。

## 経歴
- 2022年に出場した麻雀最強戦・男子プロ因縁の抗争ではMリーガー・白鳥翔、松本吉弘、前年で役満を上がったことがある原佑典と対戦。しかし結果は松本共に敗退した。
- 2024年に行われたパイレーツトレジャーハントでは小林一家から指名され、YouTubeのコメント欄からラーメン店長などで溢れ返った。

## リンク
- 古本和宏 (@kazu_f00) - X（旧Twitter）